# Шатлю-ле-Марше
Шатлю́-ле-Марше́ (фр. Châtelus-le-Marcheix) — коммуна во Франции, находится в регионе Лимузен. Департамент коммуны — Крёз. Входит в состав кантона Беневан-л’Аббеи. Округ коммуны — Гере.
Код INSEE коммуны — 23056.

## Население
Население коммуны на 2010 год составляло 368 человек.
| 1962 | 1968 | 1975 | 1982 | 1990 | 1999 | 2010 |
| ---- | ---- | ---- | ---- | ---- | ---- | ---- |
| 794  | 647  | 495  | 447  | 375  | 356  | 368  |

## Экономика
В 2010 году среди 216 человек трудоспособного возраста (15—64 лет) 137 были экономически активными, 79 — неактивными (показатель активности — 63,4 %, в 1999 году было 62,6 %). Из 137 активных жителей работали 123 человека (68 мужчин и 55 женщин), безработных было 14 (8 мужчин и 6 женщин). Среди 79 неактивных 9 человек были учениками или студентами, 46 — пенсионерами, 24 были неактивными по другим причинам.